# Portunus armatus
Portunus armatus là một loài ghẹ thuộc họ Portunidae được tìm thấy ở Úc và về phía đông tới Nouvelle-Calédonie. Tên thông dụng của chúng gồm ghẹ xanh, Blue manna, Blueys và Jennies (dành cho con cái). Ban đầu, loài này được xem như là một biến thể địa lý của loài Portunus pelagicus. Tuy nhiên vào năm 2010, phương pháp phân tích DNA, cũng như các đặc điểm vật lý bao gồm các phép đo, loài P. pelagicus sau đó được phân loại chi tiết thành 4 loài được công nhận: Portunus pelagicus, Portunus armatus, Portunus reticulatus và Portunus segnis. Phạm vi phân bố của loài P. armatus trùng với nhóm P. pelagicus trước đây ở Lãnh thổ Bắc Úc.
P. armatus là loài hải sản quan trọng về mặt thương mại và giải trí. Mặc dù có khả năng phục hồi trước việc đánh bắt quá mức, sự suy giảm quần thể đã xảy ra ở một số khu vực có điều kiện môi trường bất lợi và đánh bắt nhiều.
P. armatus sống ở vùng nước có độ sâu từ 50 m đến vùng thủy triều, di chuyển từ vùng nước nông đến vùng nước sâu vào mùa đông. Các cá thể ở cửa sông sẽ di chuyển ra biển để thích nghi môi trường thay đổi bởi những cơn mưa mùa đông. Chúng thích những vùng có đáy cát hoặc bùn phẳng có cỏ biển hoặc tảo. Chúng trưởng thành sau một năm, và sống được 2-3 năm. Kích thước tối đa trên mai là khoảng 200mm đến 250mm, với chiều dài càng tối đa lên tới 800mm.
Màu sắc loài P. armatus có thể thay đổi, nhưng mai của con đực thường có màu xanh lam đậm với các đốm tổng thể và các dải ở phía trước, trong khi con cái có hoa văn tương tự nhưng có màu nâu và đầu móng vuốt có màu đỏ nâu đậm. Phía sau mắt ở mỗi bên mai có tổng cộng 9 chiếc gai, trong đó có một gai dài ở bên cạnh. Chi cuối cùng kết thúc bằng một mái chèo phẳng.
Thức ăn chủ yếu là cá nhỏ và các loài giáp xác khác, động vật thân mềm, giun, ít tảo và cỏ biển.